# スーパーバイキング
『スーパーバイキング』(Super Viking、朝: 슈퍼바이킹)は、韓国の放送局SBSで2006年11月4日から2007年4月15日まで放送されたゲームショー番組。

## 進行方式
2人が1組になって、制限時間内に6つの障害物コースを通過すれば第1ラウンドクリア。また、第2ラウンドをクリアした参加者には特別ボーナスが提供された。
途中で溺れたり、指定された問題を間違えたり、特定区間で指定された道具を間違って使用したり、制限時間を超えると挑戦失敗。

## 障害物の種類

### 第1ラウンド
制限時間は基本100〜130秒であり、参加者の年齢や性別によって制限時間が追加されたりもした。
- 1. ジャンピング飛び石

第1ラウンドの初区間。水面に浮かんでいる浮標を踏んで渡らなければならない。溺れると挑戦失敗。
- 2-1. 竜巻円筒

回る円筒と左右に回転する二つのハンマーを避けて通過する区間。円筒には刺があり、挑戦者たちの墜落を誘導した。落ちたら挑戦失敗。
- 2-2. 三角ブリッジ

1人は三角シーソーの足場を素早く渡り、向かい側にいる仲間に棒に乗って降りてこなければならない。溺れると挑戦失敗。
- 3. 高速スライド

1人がジップライン乗り場に上がってボタンを押すと、仲間は障害物を越えてゴングを鳴らし、仲間がジップラインに乗ってスライドに降りてきて浮標に着地すると、浮標にあるロープを引いて着地した仲間が上がるようにしなければならない。溺れると挑戦失敗。
- 4. フルームライド

ボート乗り場に上がる前に、ボタンを押して骸骨電光板の数字を確認する。フルームライドに乗って反対側に出て、さっき見た骸骨電光板の数字を加えた答えを当てなければならない。溺れたり、加え算の問題を間違えると挑戦失敗。
- 5. ミッション・ブリッジ

1人はジャンピングボールを持ち、仲間は切れた橋の横で棒で橋をつなぎ、仲間がジャンピングボールで橋を渡らせなければならない。ジャンピングボールから足を落としたり、橋の下に転落すると挑戦失敗。
- 6. 崖タッチダウン

第1ラウンドの最終区間。2人でロープを握って険しい道を登り、頂点にあるフィニッシュボタンを押せば挑戦成功。フィニッシュボタンは2人が頂点に一緒にいてこそ認められる。

### 第2ラウンド
- 1. カップル・バランス

2人がロープでつながれた状態で、ハンマーを避けながら割れた道を通らなければならない。転落すると挑戦失敗。通過した後は、縛られていたロープを解いて次の区間に行く。
- 2. 円筒ブリッジ

ぶら下がっている9つの円筒を一人ずつ渡らなければならない。転落すると挑戦失敗。
- 3. スカイ着地

ロープを握り、浮標に着地しなければならない。2人が一緒に3秒以上安全に着地すれば挑戦成功。